# Vermífug
Dit del medicament que provoca l'expulsió dels cucs paràsits intestinals, com ara ascàrides i oxiürs.